# فرودگاه لیوان (فار ایر)
فرودگاه لیوان (فار ایر) (به انگلیسی: Lewvan (Farr Air) Airport) یک فرودگاه خصوصی است که یک باند فرود شن دارد و طول باند آن ۱۲۱۹ متر است. این فرودگاه در کشور کانادا قرار دارد و در ارتفاع ۵۸۰ متری از سطح دریا واقع شده است.